# 竜徹日記
竜徹日記（りゅうてつにっき）は、演歌歌手・鳥羽一郎の長男・竜蔵と、次男・徹二の二人からなるアコースティック兄弟デュオである。
2016年8月より活動開始。2017年には青森県の平内町漁協が催した「ほたての祭典」に父とともに出演、歌を披露した。父からは演歌を歌わないよう言われているとのことであるが、美空ひばりの「川の流れのように」を披露したこともある。

## メンバー
木村 竜蔵（1988年11月29日 - ）
兄。ボーカル、作詞、作曲、ギター、ピアノを担当。
木村 徹二（1991年7月11日 - ）
弟。ボーカル、作詞、作曲を担当。

## 楽曲提供作品
※特記以外は全て竜蔵が作曲を手がけた作品。
- 内田あかり
  - 「鳴らない電話」（2019年）

- 鳥羽一郎
  - 「晩夏」（2014年）
  - 「儚な宿」（2018年）
  - 「人生ど真ん中」（〃）
  - 「十国峠」（2019年）
  - 「詫び椿」（〃）
  - 「盆の酒」（2020年）
  - 「一本道の唄」（2022年）
  - 「未来への手紙」（〃）※作詞・作曲：竜蔵。
  - 「しんけん勝負」（〃）※作詞：徹二、作曲：竜蔵。

- 真木ことみ
  - 「あたたかい雨」（2019年）

- 真咲よう子
  - 「遠い思い出」（2019年）

- 美川憲一
  - 「愛染橋を渡ります」（2019年）
  - 「にっぽん唄めぐり」（〃）
  - 「嘘に抱かれて」（2021年）※作詞：徹二、作曲：竜蔵。

- 山口かおる
  - 「最後の恋人」（2018年）
  - 「恋愛小説」（〃）
  - 「うぬぼれて」（2019年）
  - 「恋はフィーリング」（〃）